# Vilaflor
Vilaflor, vollständig Vilaflor de Chasna, ist eine Gemeinde auf der Kanarischen Insel Teneriffa in der Provinz Santa Cruz de Tenerife.

## Lage
Vilaflor ist der höchstgelegene Ort der gesamten Insel (1400 Meter hoch) und besitzt eine Fläche von 56,26 Quadratkilometern und 1.871 Einwohner (Stand: 2024). Der Ort liegt an der Nationalstraße 821 im südlichen Teil der Insel und ist vom Flughafen Reina Sofia etwa 25 Kilometer entfernt.

## Bevölkerung
| 2000  | 2001  | 2002  | 2003  | 2004  | 2005  | 2006  | 2007  | 2008  | 2014  |
| ----- | ----- | ----- | ----- | ----- | ----- | ----- | ----- | ----- | ----- |
| 1.634 | 1.707 | 1.776 | 1.798 | 1.895 | 1.930 | 1.905 | 1.900 | 1.851 | 1.715 |

## Wirtschaft
Außer vom meist durchreisenden Tourismus auf dem Weg zum Nationalpark Teide und zur sogenannten Mondlandschaft Paisaje Lunar leben die Einwohner vom Abfüllen der beiden Mineralquellen Pinalito und  Fuente Alta und vom Verkauf von handgemachtem Kunsthandwerk (Schnitzereien und Stickereien). Auch die hier hergestellten Kekse aus Mandeln und Honig sind auf der gesamten Insel bekannt.

## Sehenswürdigkeiten
- Die Kirche San Pedro, ein Bau aus dem 17. Jahrhundert, ist in der kanarischen Bauweise errichtet.
- Die Kapelle Mirador San Roque. In ihrer Nähe entsteht der ökologische Freizeitpark Museo Guanche.
- Vilaflor ist der Geburtsort des ersten kanarischen Heiligen El Hermano Pedro de Betancur (1626–1667), der am 30. Juli 2002 von Papst Johannes Paul II. heiliggesprochen wurde. Seither wird alljährlich ein großes einwöchiges Fest in Vilaflor abgehalten.

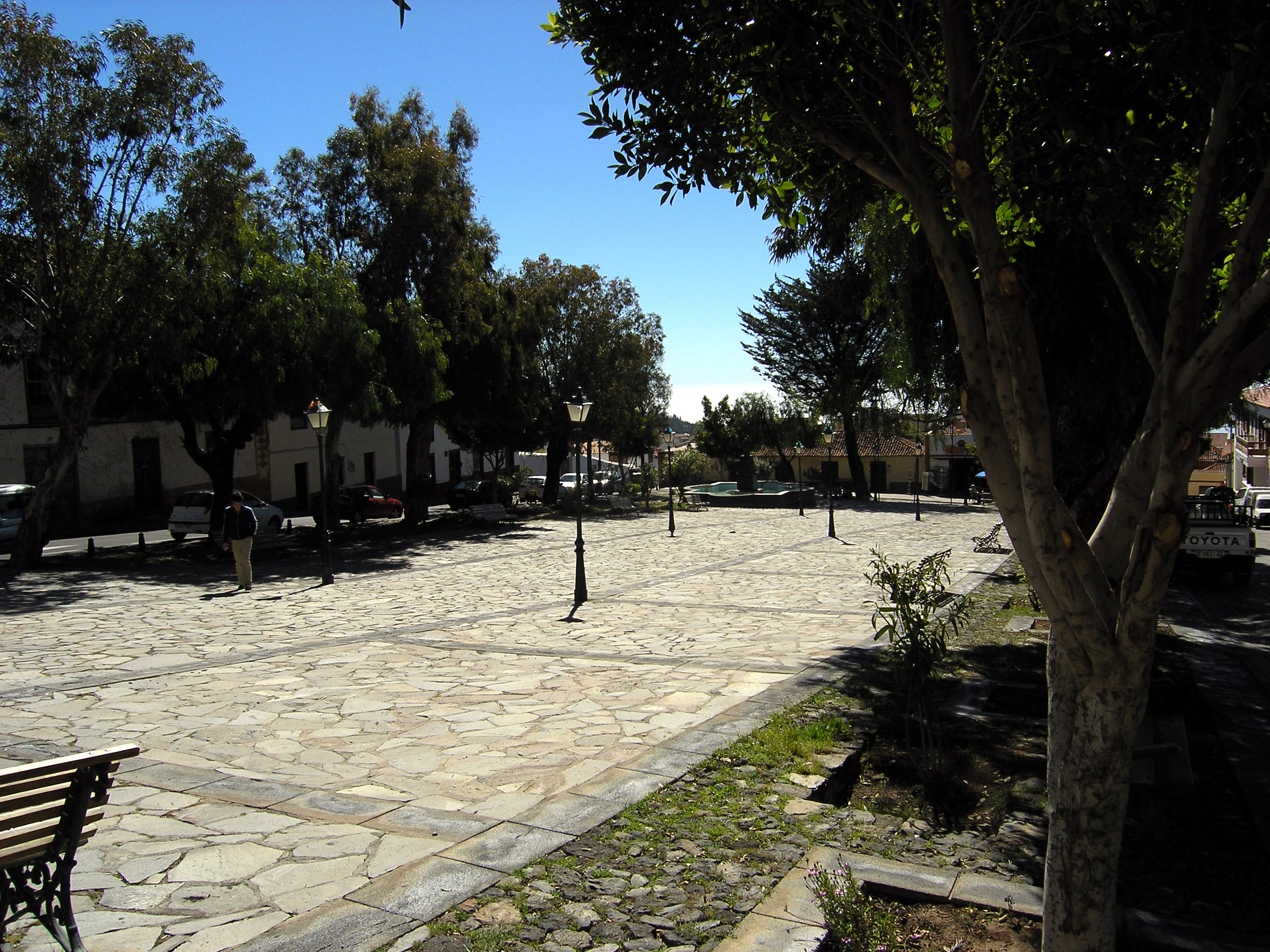
Platz in der Ortsmitte
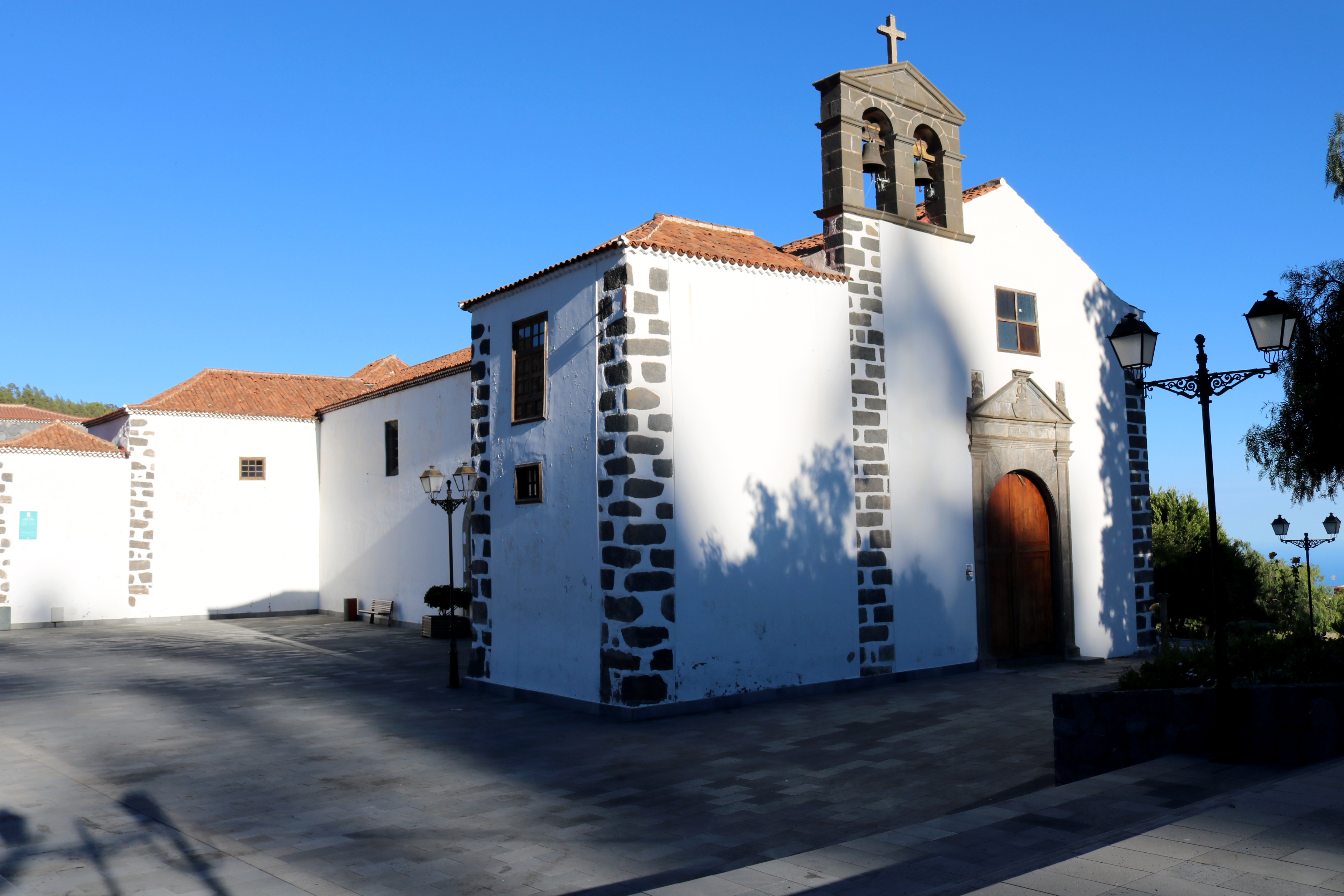
Kirche San Pedro
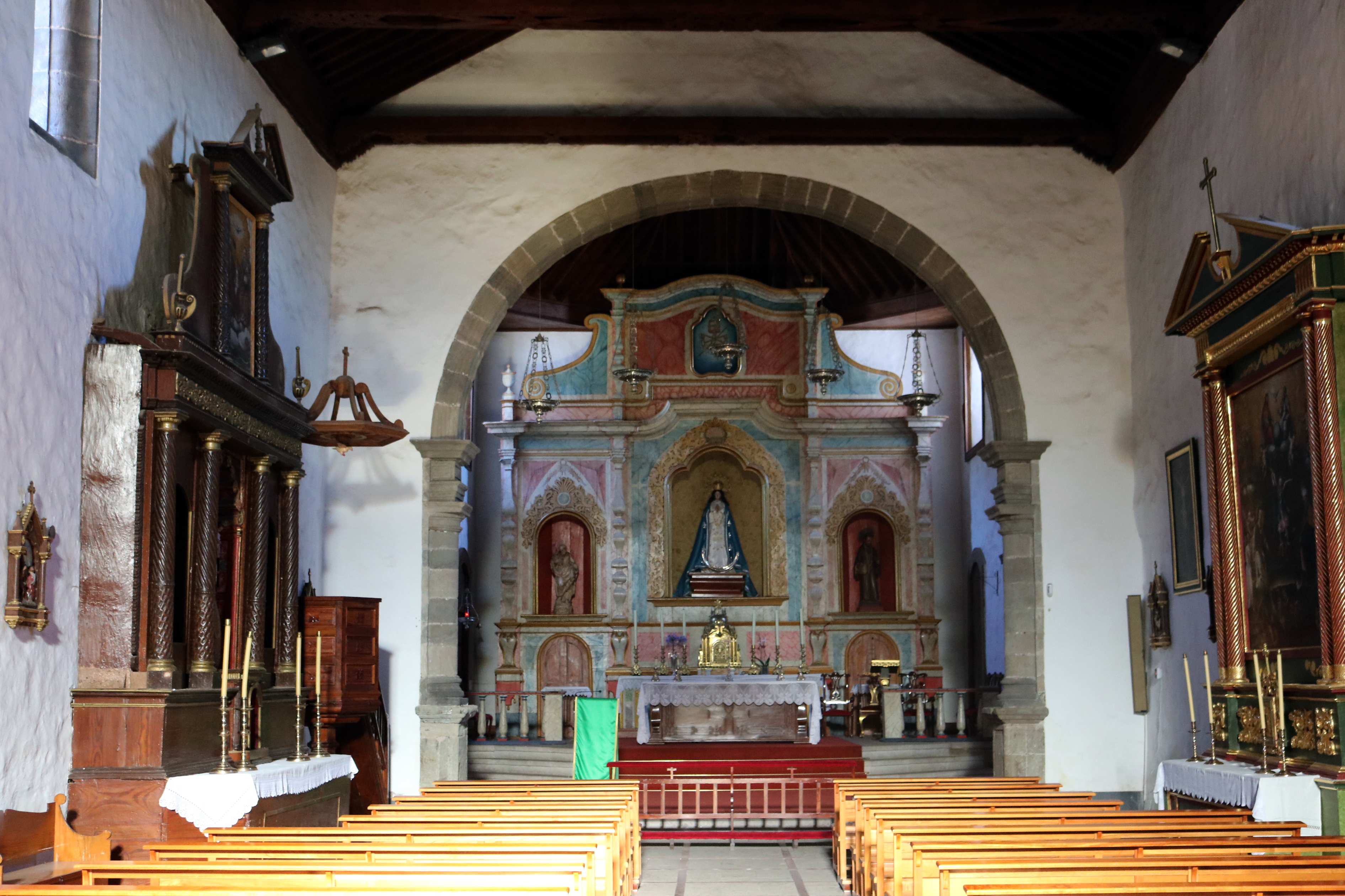
Kirche San Pedro (Innenraum)
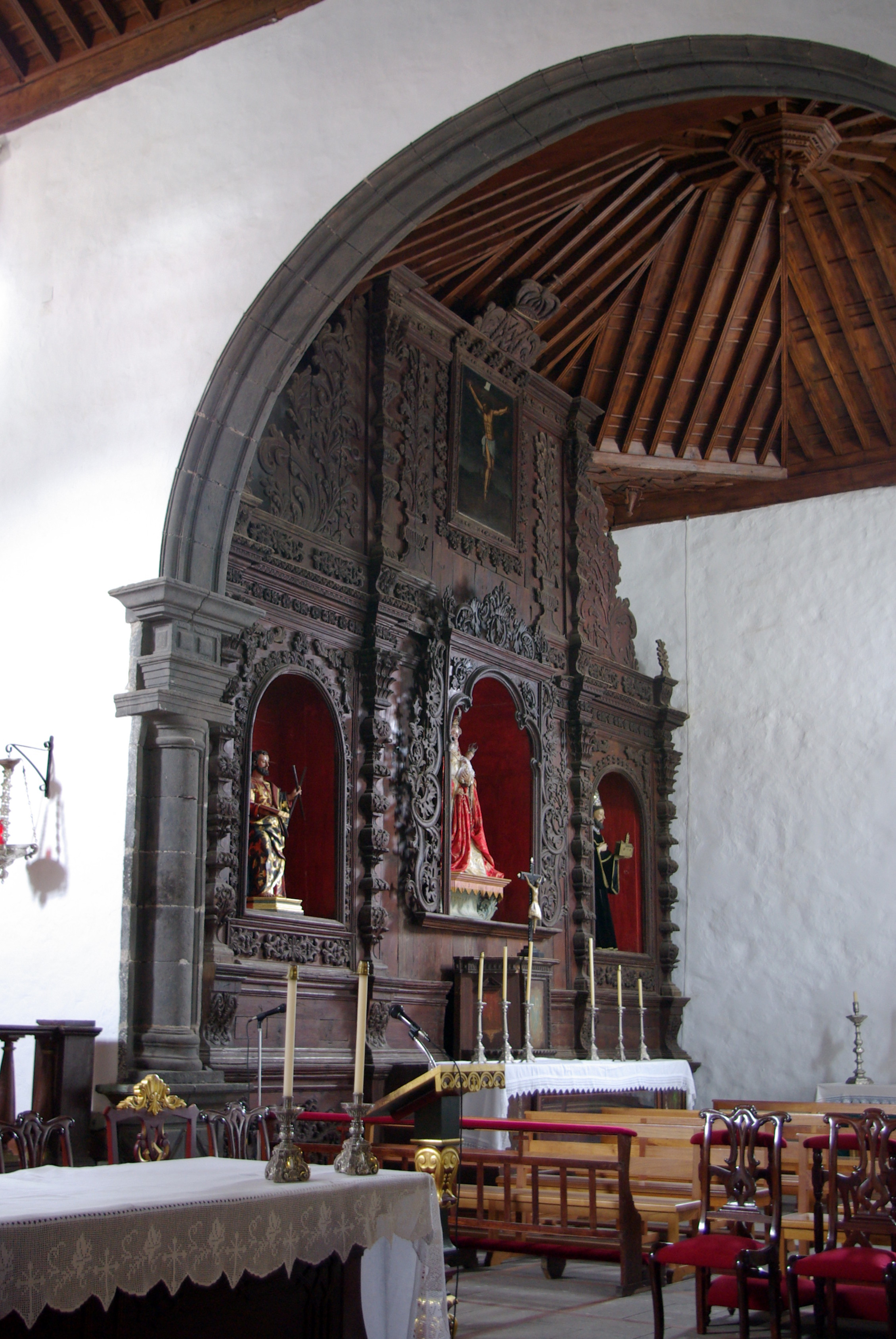
Kirche San Pedro (Innenraum, Querschiff)
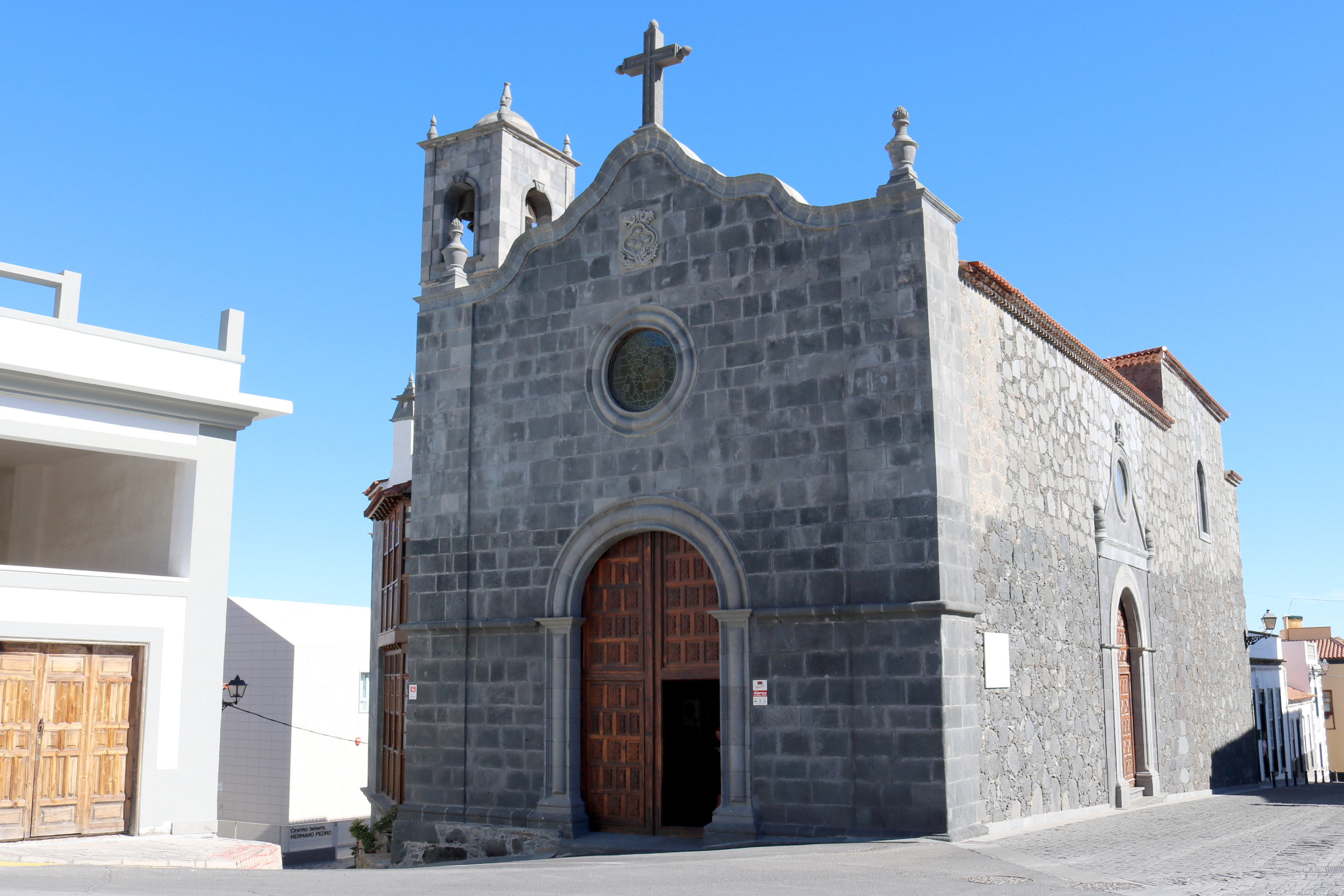
Santuario del Santo Hermano Pedro
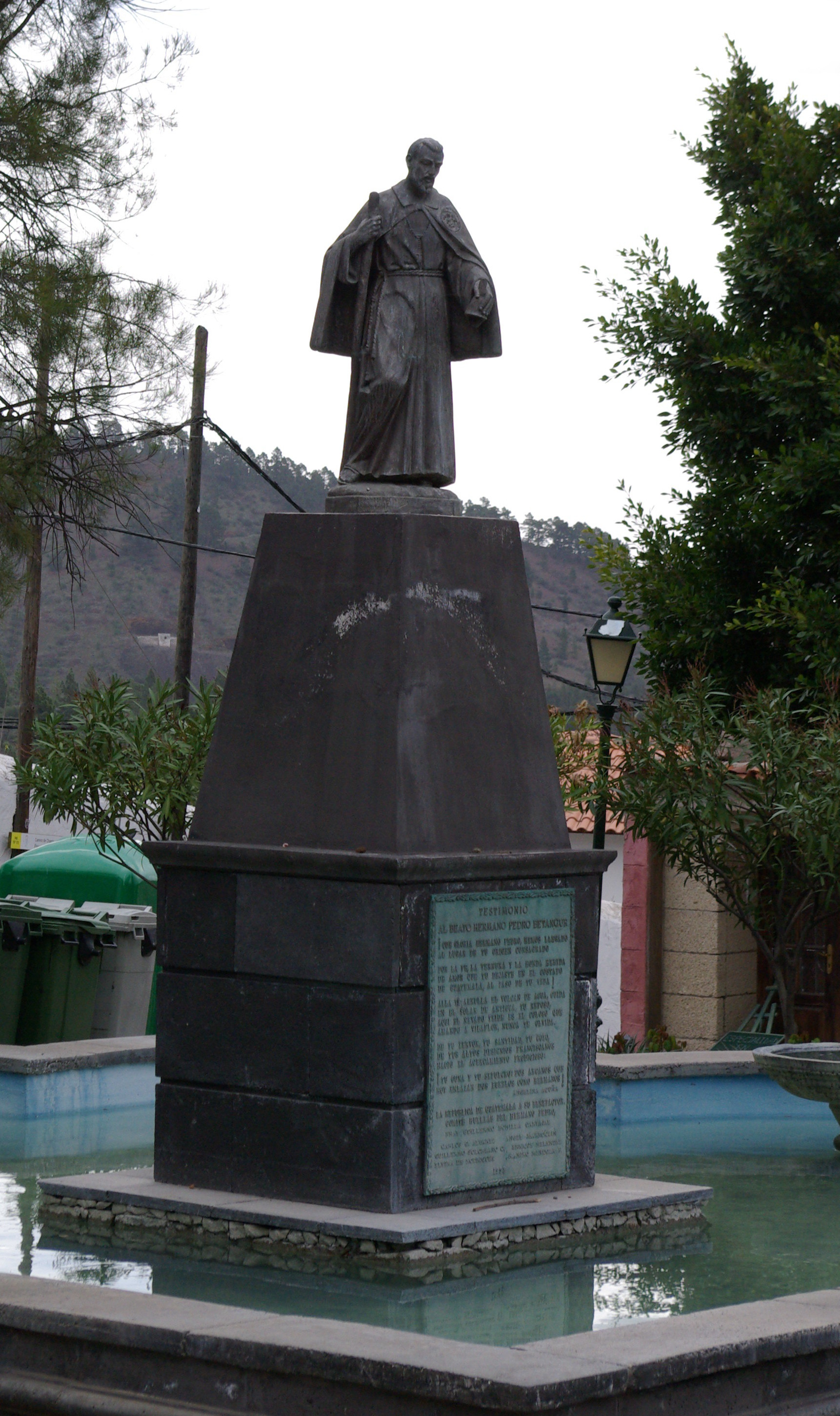
Brunnen zu Ehren von Santo Hermano Pedro